# Metody analizy ryzyka zawodowego
Analiza i ocena ryzyka zawodowego – porównanie ryzyka zawodowego wyznaczonego w wyniku analizy z poziomem uznanym za akceptowalny.

## Składniki analizy ryzyka
- opis stanowiska, obiektu lub procesu i ustalenie zakresu analizy;
- identyfikacja zagrożeń – najistotniejszy etap analizy ryzyka;
- oszacowanie ryzyka – wyznaczenie zgodnie z przyjętą normą poziomu ryzyka, odpowiadającego przewidywanemu prawdopodobieństwu i ciężkości następstw zagrożenia.

## Metody analizy ryzyka
indukcyjne – analizę rozpoczyna się od ustalenia czynników zagrażających i przewiduje się związane z nimi zagrożenia i ryzyko;
dedukcyjne – ustalanie przyczyn powstawania zagrożeń.
Większość analiz ryzyka jest przeprowadzana metodami indukcyjnymi.

### Metodyindukcyjne
- analiza bezpieczeństwa pracy – stosowana do analizy zagrożeń związanych z realizowanymi na stanowiskach pracy zadaniami.
- analiza metodą „co-jeśli” – za pomocą metody „burzy mózgów” członkowie zespołu analizują obiekt, proces lub stanowisko, odpowiadając na pytania rozpoczynające się od słów „co się zdarzy, jeśli” i w ten sposób przewidują możliwe zakłócenia i ich konsekwencje
- metoda wstępnej analizy zagrożeń – umożliwia przede wszystkim zestawienie zagrożeń, które są już znane. Dodatkowo w celu wykrycia możliwie dużej liczby nowych zagrożeń, analizuje się działanie obiektu czy procesu i jego otoczenie
- analiza z zastosowaniem list kontrolnych – listy kontrolne to zestawy pytań, które dotyczą istotnych ze względu na bezpieczeństwo właściwości układu człowiek-obiekt techniczny-środowisko. Mogą być opracowywane na podst. Wymagań obowiązujących przepisów, a równocześnie można w nich uwzględnić problemy charakterystyczne dla danego obiektu/procesu
- metoda HAZOP – polega ona na systematycznej analizie możliwych odchyleń od zamierzonego przebiegu procesu. Każde z tych odchyleń może być zagrożeniem dla bezpieczeństwa, jakości produktu, czy środowiska.
- metoda FMEA – wykorzystywana do analizy ryzyka związanego z obiektami technicznymi. Analizowany obiekt dzieli się na elementy i każdy z nich jest analizowany oddzielnie (odp. na pytanie w jaki sposób element może się uszkodzić, a następnie ustala się jakie są przyczyny i skutki tych uszkodzeń)

### Metodydedukcyjne
- metoda drzewa błędów – FTA – jest stosowana do określania sekwencji lub kombinacji zdarzeń początkowych, czynników i warunków, prowadzących do niepożądanego stanu lub zdarzenia szczytowego. Drzewo błędów jest graficznym przedstawieniem logicznych kombinacji zdarzeń, połączonych bramkami logicznymi 'AND' i 'OR', które mogą prowadzić do wystąpienia określonego zdarzenia szczytowego. Określone zdarzenie szczytowe może być zdarzeniem początkowym dla innego drzewa błędów.
- metoda drzewa zdarzeń – ETA – Drzewo zdarzeń jest formą drzewa logicznego. Dedukcja podąża od przyczyn do skutków, czyli od zdarzenia szczytowego do skutków zdarzeń końcowych. Drzewo zdarzeń jest graficznie budowane zazwyczaj od lewej do prawej strony. Każde rozgałęzienie ma tylko dwie odnogi, którym przypisuje się prawdopodobieństwo zadziałania lub nie zadziałania środka bezpieczeństwa. Każda odnoga może się dalej rozgałęziać. Mniej szkodliwy lub nieszkodliwy skutek jest umieszczany na wyżej położonej odnodze. Końcowym efektem opracowania drzewa zdarzeń jest lista prawdopodobieństw i wartości różnych skutków końcowych zdarzenia szczytowego.